# Spoorlijn Winsum - Zoutkamp
De spoorlijn Winsum - Zoutkamp, ook wel Marnelijn genoemd, was een spoorlijn tussen de plaatsen Winsum en Zoutkamp in het Marnegebied, deel van de streek Hunsingo in de Nederlandse provincie Groningen. De lijn werd geopend in 1922 en gesloten en opgebroken in 1942.

## Geschiedenis

### Totstandkoming
De spoorlijn Groningen - Delfzijl via Sauwerd, geopend in 1884, is de oudste in het noorden van de provincie Groningen. In 1893 werd als zijtak de spoorlijn Sauwerd - Roodeschool aangelegd. Deze lijn doet station Winsum aan. Tegelijkertijd was een concessie verleend voor de aanleg van een lijn vanaf Winsum naar Zoutkamp, maar tot de aanleg kwam het niet. Wel heeft de Tramweg-Maatschappij Winsum - Ulrum tussen 1897 en 1922 de paardentramlijn Winsum - Ulrum geëxploiteerd.
Ook latere spoorwegplannen, waarvoor een eigen maatschappij werd opgericht, werden niet uitgevoerd. De rijksoverheid wenste geen garanties af te geven. De aanliggende gemeentes wilden wel investeren, maar zonder overheidsgarantie was het een te ongewis avontuur. De plannen werden later overgenomen door de Groninger Locaalspoorweg-Maatschappij, die eigenaar was van het baanvak Sauwerd – Roodeschool. Deze slaagde er uiteindelijk in de aanleg rond te krijgen, onder meer door de uitgifte van extra aandelen, specifiek gericht op de Marnelijn.
Op 1 april 1922 werd de nieuwe spoorlijn geopend, zonder feestelijkheden omdat de aanlegkosten veel hoger waren uitgevallen dan geraamd (drie miljoen in plaats van een miljoen gulden).

### Exploitatie
De exploitatie was in handen van de Nederlandse Spoorwegen. Er waren op werkdagen vijf à zes retourritten, op zondagen vier. De meeste treinen reden heen en weer tussen Winsum en Zoutkamp; slechts een enkele trein (plus een extra retourrit op dinsdag als er markt was in de stad Groningen) reed door naar/van het hoofdstation in Groningen, onderweg stoppend in Sauwerd en Groningen Halte. Op 1 januari 1940 werd NS volledig eigenaar van de spoorlijn en de GLS hield toen op te bestaan.

### Sluiting voor personenvervoer
Het vervoer voldeed niet aan de verwachtingen. Onder invloed van de economische crisis van de jaren dertig liepen de reizigersaantallen sterk terug en al in 1934 werd overwogen de treindienst te staken. Op 2 oktober 1938 werd het reizigersvervoer overgenomen door de bussen van de N.V. Marnedienst te Zoutkamp, waarin drie particuliere busbedrijven hun krachten bundelden om de verwachte vervoersstijging na het verdwijnen van de treinen het hoofd te kunnen bieden. Het goederenvervoer werd nog voortgezet. De Marnedienst werd in 1954 eigendom van de NS.

### Oorlogsjaren
In het begin van de Tweede Wereldoorlog ontstond brandstofschaarste voor autobussen. Aan steenkolen voor stoomlocomotieven was geen gebrek en daarom keerden de personentreinen vanaf 6 juni 1940 terug met een dienstregeling van vijf retourritten Winsum - Zoutkamp op alle dagen van de week. Dit duurde slechts tot 24 november van datzelfde jaar.
In deze periode vond op 16 oktober 1940 op de spoorwegovergang ter hoogte van Ranum bij Winsum een ernstig ongeluk plaats. Een voor de Rijksdienst voor de Werkverruiming rijdende bus (eigendom van de WSM te Loosduinen) werd in dichte mist door een trein gegrepen. Onder de inzittenden, tewerkgestelde arbeiders die in Kaakhorn waren ondergebracht, vielen dertien doden, onder wie de chauffeur. Een monument voor de doden staat bij de voormalige Coupure en toegangsweg in de Linthorst Homanpolder. Het werd na de oorlog onthuld op 26 februari 1948.
De goederentreinen bleven na 24 november 1940 nog rijden, maar op 26 oktober 1942 werd de spoorlijn op last van de Duitse bezetter gesloten. De lijn werd in december 1942 opgebroken en de rails werden afgevoerd naar het oostfront. Omdat men na de oorlog geen brood meer zag in de lijn - die in de jaren dertig al niet meer als levensvatbaar werd beschouwd - zijn er nooit nieuwe sporen gelegd.

## Route
De enkelsporige lijn takte ruim anderhalve kilometer ten noorden van Winsum af van de lijn naar Roodeschool. Vandaar liep de lijn richting Eenrum en boog iets naar het zuiden richting Wehe-den Hoorn en dan westwaarts richting Leens en Ulrum. Vanaf Ulrum boog de lijn naar het zuiden naar Zoutkamp. In totaal was de lijn ruim 18 kilometer lang.
Op basis van de wegenkaart van 2020 is de route globaal te traceren via Eenrum (Ernheemsterpad, Spoorlaan, J.J. Willingestraat), de Provincialeweg N361 van Mensingeweer via Wehe-Den Hoorn en Leens naar Ulrum (Spoorstraat) en vervolgens ongeveer langs het Wester Aikemapad naar Zoutkamp (Stationsstraat). De spoorlijn lag op locaties waar anno 2020 weilanden zijn.

## Infrastructuur
In elk van de vijf plaatsen werd een relatief groot spoorwegstation met bovenwoning en goederenbergplaats gebouwd van het standaardtype WZ, ontworpen door de Utrechtse architect Cornelis de Graaf, bouwkundige bij de Staatsspoorwegen. Daarnaast was tussen Ulrum en Leens de stopplaats Breweelsterweg. De witte beschildering van een aantal van deze stationsgebouwen dateert van na de stillegging van de spoorlijn.
In Zoutkamp was het eindstation gesitueerd aan het Hunsingokanaal. Er was een emplacement met een los- en laadweg voor de overslag op de scheepvaart, vooral ten dienste van de visindustrie. De trein bracht ook reizigers voor de 's zomers varende veerboot naar Schiermonnikoog. Er bevond zich een draaischijf waarop locomotieven gekeerd konden worden.

## Restanten
Van de voormalige spoorlijn is nog enkele bebouwing terug te vinden zoals stations en brughoofden. Ook is er een aantal baanlichamen te vinden.
- Vlak na de aftakking ten noorden van Winsum ligt een voormalig spoorbruggetje.
- De brughoofden van de voormalige spoorbrug over het Kanaal Mensingeweer-Baflo staan er nog.
- In Eenrum ligt op de voormalige spoordijk (Ernheemsterpad) een fietspad.
- De brughoofden van de voormalige spoorbrug over de Hoornse Vaart liggen in een weiland ter hoogte van de Mernaweg.
- Aan de R. Ritzemastraat 11 ligt station Leens.
- Station Ulrum bevindt zich aan de Spoorstraat 28.
- In Ulrum tussen de Spoorstraat en de Elensterweg bevindt zich op de voormalige spoordijk een wandelpad.
- Het Wester Aikemapad ten zuiden van Ulrum volgt deels het voormalige tracé.
- Station Zoutkamp bevindt zich aan de Stationsstraat 8.

## Afbeeldingen

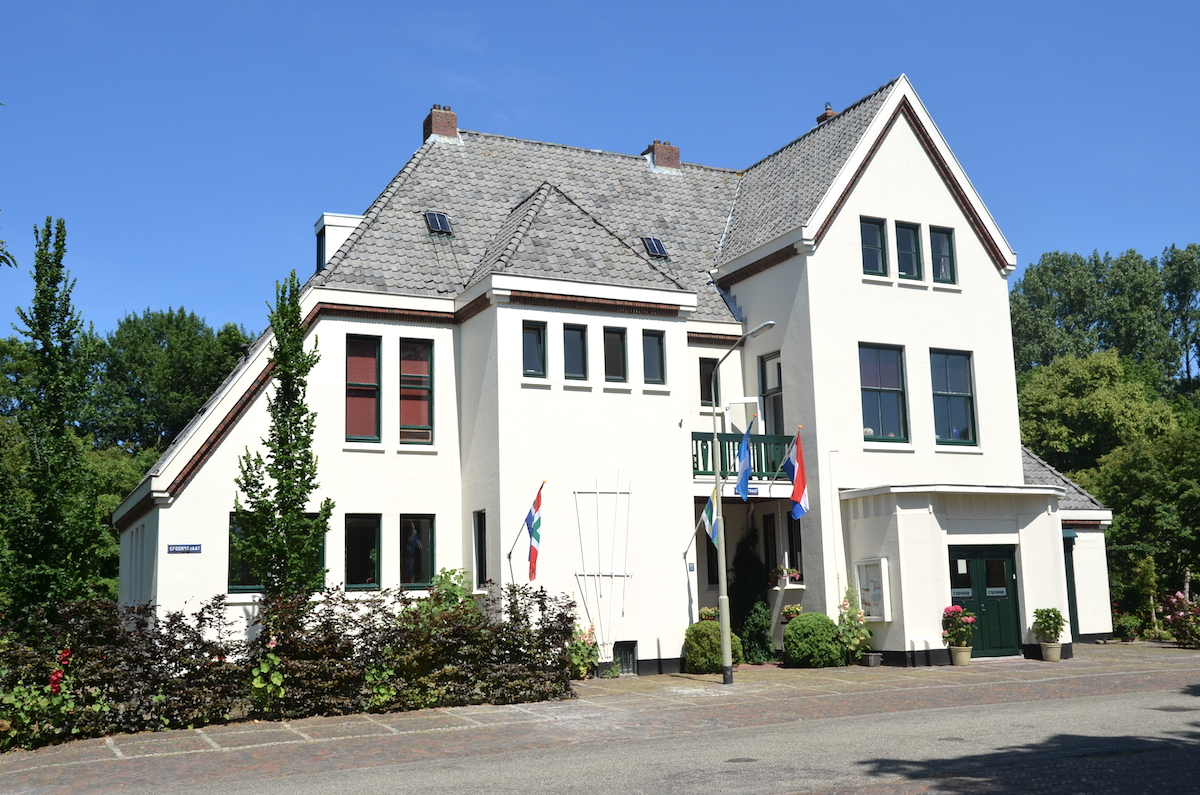
Station Ulrum anno 2013
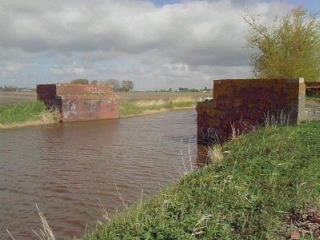
Brughoofden van de voormalige spoorbrug over de Hoornse Vaart.
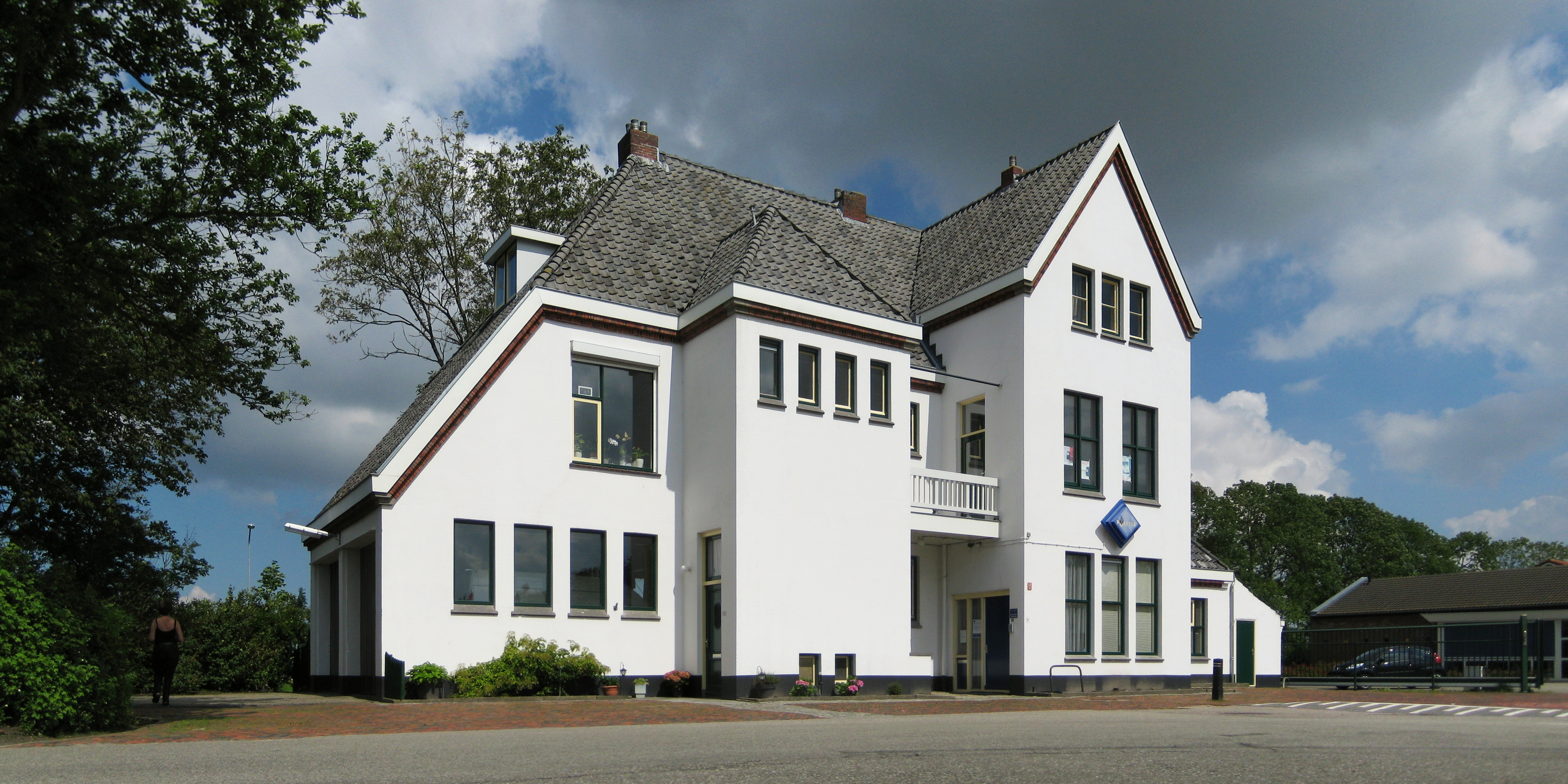
Station Leens anno 2011.
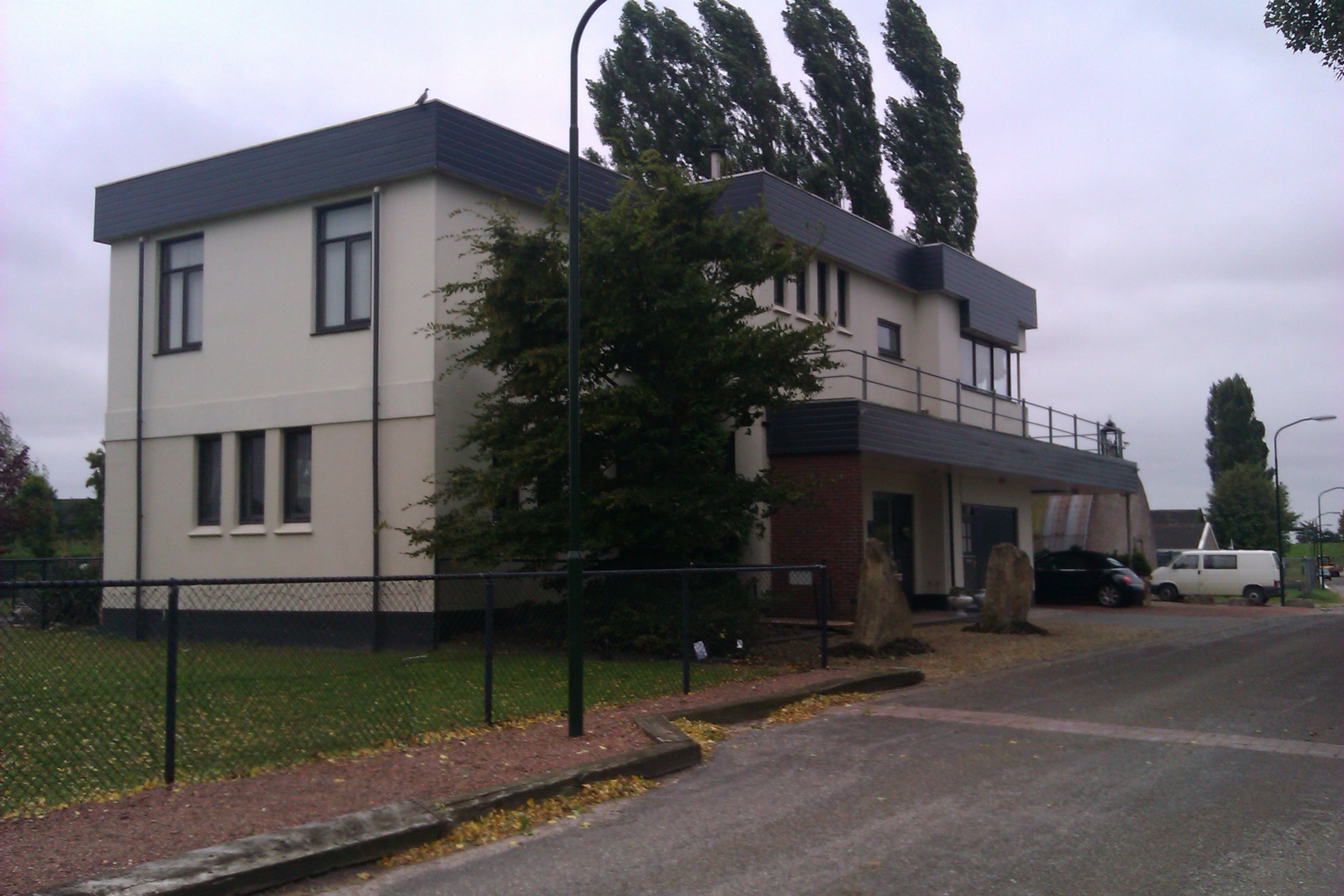
Station Zoutkamp anno 2013.
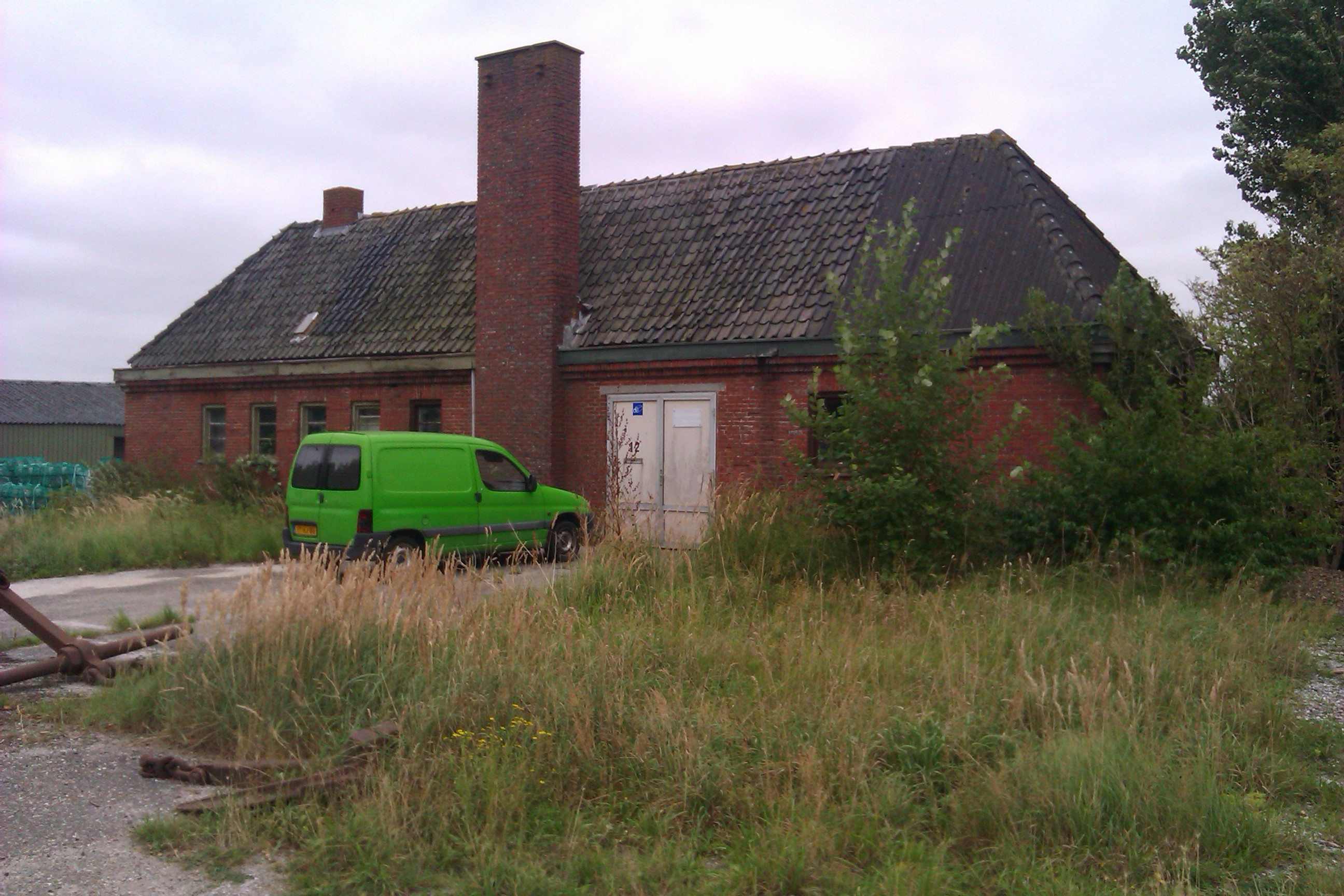
Bijgebouw van station Zoutkamp anno 2013.
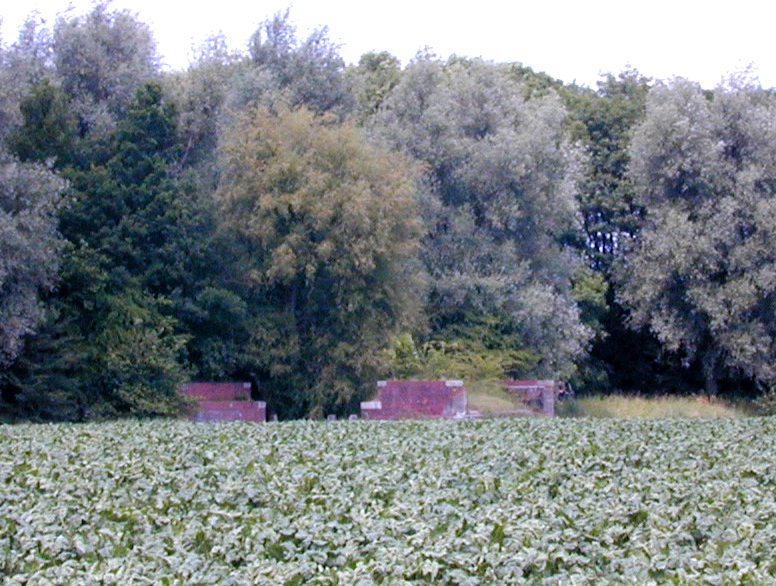
Brughoofden over het Kanaal Mensingeweer-Baflo ten oosten van Eenrum anno 2001.